# Vincenzo Picardi
Vincenzo Picardi (ur. 20 października 1983 w Casorii) – włoski bokser, brązowy medalista olimpijski, brązowy medalista mistrzostw świata, dwukrotny medalista mistrzostw Europy.
Występuje na ringu w wadze muszej. Zdobywca brązowego medalu w igrzyskach olimpijskich w 2008 roku w Pekinie.
W 2007 roku podczas mistrzostw świata amatorów w Chicago zdobył brązowy medal w kategorii do 51 kg. Jest także dwukrotnym brązowym medalistą mistrzostw Starego Kontynentu (2010, 2011) i dwukrotnym brązowym medalistą mistrzostw Unii Europejskiej w boksie w 2007 i 2008 roku.